# Cortaulin
Cortaulin (en francès Courtauly) és un municipi francès situat al departament de l'Aude i a la regió d'Occitània.